# (315) Constantia
(315) Constantia es un asteroide perteneciente al cinturón de asteroides descubierto el 4 de septiembre de 1891 por Johann Palisa desde el observatorio de Viena, Austria.
Está nombrado por la palabra latina para constancia.

## Características orbitales
Constantia forma parte de la familia asteroidal de Flora.